# Media-Scape
Media-Scape, serija susreta međunarodnih umjetnika koji djeluju na području medijske umjetnosti, mjesto predstavljanja djela, te razmjene iskustva i specifičnih saznanja u okviru skupova, izložbi i filmskih/video projekcija. 
Media-Scape su osnovali Heiko Daxl, Ingeborg Fülepp, Bojan Baletić i Malcolm Le Grice u Zagrebu u svibnju ratne 1991. godine. 
Od 1991. do 1999. Media-Scape se održavao svake godine u prostorima i u okviru djelatnosti Muzeja Mimara, Multimedijskog centra, Hrvatskog društva likovnih umjetnika (HDLU) i Muzeja suvremene umjetnosti. U tom periodu na Media-Scapeu je sudjelovalo više od 300 umjetnika. 2005. godine mijenja se mjesto održavanja, te se je od 2006. do 2009. godine održavao u suradnji i u prostoru Galerije RIGO i Muzeja Lapdario u istarskom Novigradu, a od 2006. godine dodatno i u Berlinu s tematski određujućim podnaslovom "Strictly Berlin". 

## Vanjske poveznice
- Media-Scape
- Media-Scape Zagreb 1993-99 Videodocumentations
- Media-Scape Novigrad Videodocumentations
- Strictly Berlin  Arhivirana inačica izvorne stranice od 2. lipnja 2016. (Wayback Machine)